# Festival du film queer de Mumbai
Le Festival du film queer de Mumbai KASHISH est un festival de cinéma LGBT qui a lieu tous les ans à Bombay depuis 2010.

## Historique
En 2009, la Haute Cour de Delhi a jugé inconstitutionnel la section 377 du code pénal indien, décriminalisant de fait les relations homosexuelles. C'est dans ce contexte qu'est créé le festival du film queer de Mumbai KASHISH. Le festival a pour but de promouvoir auprès du grand public l'égalité et la dignité des personnes LGBT.
La première édition a lieu du 22 au 25 avril 2010. C'est le premier festival LGBT à recevoir l'agrément du ministre de l'information et de la télédiffusion.
En 2012, un film chilien reçoit le prix du meilleur film à ce festival.

## Prix décernés
- Meilleur long métrage de fiction
- Meilleur long métrage documentaire
- Meilleur court métrage documentaire
- Meilleur court métrage de fiction international
- Meilleur court métrage de fiction indien
- Prix spécial du jury
- Mention spéciale du jury